# 梁祝下世傳奇 (舞台劇)
《梁祝下世傳奇》(英文：Butterfly Lovers) 是香港流行歌手何韻詩、東亞娛樂及W創作社於2005年合作的搖滾音樂劇場，亦是W創作社的第九部作品，由司徒慧焯及黃智龍執導，黃智龍編劇，何韻詩、周國賢、楊淇及梁祖堯共同主演。
《梁祝下世傳奇》編劇取自民間傳說《梁山伯與祝英台》（以下簡稱《梁祝》）中那份能夠超越生死的愛情，以及男女主角對性別的錯摸處境，然後創作的全新故事，藉此解構、比較傳統及現代的愛情觀。為配合此搖滾劇場，何韻詩更與青山大樂隊及黃偉文聯手創作多首原創歌曲。而由其主唱的劇中歌〈勞斯．萊斯〉及〈化蝶〉均廣泛流行，兩首作品均是叱咤903流行榜冠軍歌曲，前者更奪得2005年度《十大勁歌金曲頒獎典禮》十首勁歌金曲之一。

## 背景
「音樂劇場」是將流行歌融入舞台劇的表演藝術，有別於以歌詞推動劇情的音樂劇，「音樂劇場」的歌曲是提升演出的感性情感，藉此感染觀眾。

故事是這樣相傳的, 祝英台哭崩了梁山伯的山墳， 墓中乍見一雙蝴蝶比翼而飛， 於是我們都願意相信梁祝就這樣快快樂樂的生活下去! 

但如果故事並不是這樣完結，假設梁祝輪迴再世，不知多個世紀.....祝英台化身的是一隻蜻蜓，與化身成蝴蝶的梁山伯能否至死不渝愛下去 ?  這段經典愛情故事還可以怎樣寫下去? 

## 故事大綱
現代梁山伯(勞斯，周國賢飾)在大學裏重遇現代祝英台(萊斯，何韻詩飾) ，兩人因為合作大學劇社演出《梁祝》而認識，兩人在愛情友情的平衡木上踩鋼線， 結果命運一再搬弄， 萊斯在死前也未能確定與勞斯的愛情。

萊斯下世化身成男兒之身 阿祖(梁祖堯飾)，而阿祖身邊多了一個女孩(小淇，楊淇飾)。另一方面，勞斯因内疚而將自己停留在萊斯死去的那一天，拒絕長大...究竟梁山伯能否再次跨過生死、性別界限，在人海之中再一次找着祝英台愛下去？

## 演員表
何韻詩飾萊斯

外剛內柔的祝英台，男仔頭女兒心。懵懂的梁山伯始終看不清稱兄道弟背後的眉目傳情，祝英台終於說了：「我愛你！」，梁山伯想了三天，但結果...... 

周國賢飾勞斯

優柔寡斷的梁山伯，凡事後知後覺，一度戀上大學中的校花，還以為找到愛情。究竟身邊的好兄弟最終可否變成心中的意中人？

梁祖堯飾阿祖

下世的祝英台，大學生，一個普通不過的大男孩，人海茫茫之中一再跟梁山伯打個照面。他已經記不起上世的糾纏，不過今世還是莫名其妙的捲入這個旋渦。

楊淇飾小淇

花店裏的女孩，阿祖的女朋友。她一直以為自己懂得何謂愛情。直到她後來遇上梁山伯，她才真正明白何謂愛，何謂犧牲! 

## 演出歌曲
〈化蝶〉

曲：hocc@goomusic｜詞：黃偉文｜編：李端嫻@人山人海 + Phoebus Chan｜唱：何韻詩

〈不是吟詩的時候〉

曲：王雙駿｜詞：黃偉文｜編：王雙駿 for double c music group｜唱：何韻詩

〈長不大〉

曲：英師傅｜詞：黃偉文｜編：英師傅｜唱：周國賢

〈汽水樽里的咖啡〉

曲：阿卓｜詞：黃偉文｜編：青山大樂隊｜唱：何韻詩/梁祖堯

〈十八相送〉

曲：Edmond Tsang｜詞：黃偉文｜編：青山大樂隊｜唱：何韻詩

〈勞斯•萊斯〉

曲：Edmond Tsang｜詞：黃偉文｜編：王雙駿 for double c music group｜唱：何韻詩

〈有人跟蹤我〉

曲：BC@宇宙大爆炸｜詞：黃偉文｜編：青山大樂隊｜唱：何韻詩

〈做好準備〉

曲：馮穎琪｜詞：黃偉文｜編：李端嫻@人山人海  + 何秉舜｜唱：何韻詩

〈禁色〉

曲：劉以達/黃耀明｜詞：陳少琪｜編：青山大樂隊｜唱：何韻詩

〈勞斯•萊斯〉

曲：Edmond Tsang｜詞：黃偉文｜編：王雙駿 for double c music group｜唱：何韻詩/周國賢

〈小淇〉

曲：李端嫻@人山人海｜詞：黃偉文｜編：英師傅｜唱：楊淇

〈樓台會〉

曲：Edmond Tsang + hocc@goomusic｜詞：黃偉文｜編：王雙駿 for double c music group + 何秉舜+李端嫻@人山人海

## 出版紀錄
《梁祝下世傳奇》出版了舞台劇現場演出紀錄的DVD及VCD。

何韻詩亦推出了收錄演出歌曲及配樂的同名個人唱片專輯CD+DVD，第二版更特別收錄〈禁色〉。